# Jonestown (Mississippi)
Pour les articles homonymes, voir Jonestown.
La ville américaine de Jonestown est située dans le comté de Coahoma, dans l’État du Mississippi. Lors du recensement de 2000, sa population s’élevait à 1 701 habitants.

## Source
- (en) Cet article est partiellement ou en totalité issu de l’article de Wikipédia en anglais intitulé « Jonestown, Mississippi » (voir la liste des auteurs).